# Robert Moraht

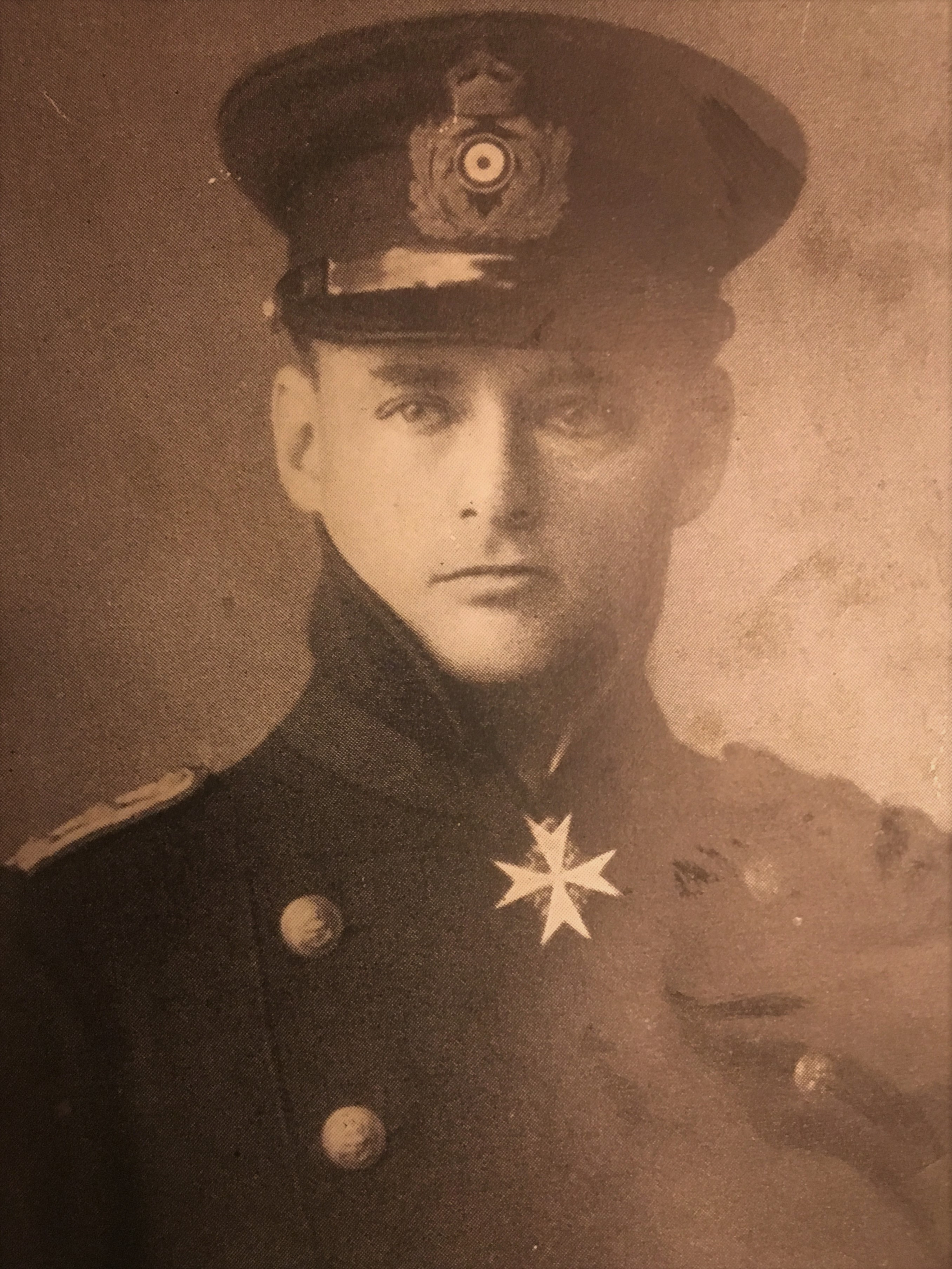
Kapitänleutnant Moraht – Kaiserliche Marine

Robert Wilhelm Moraht (* 7. September 1884 in Sonderburg, Provinz Schleswig-Holstein; † 26. August 1956 in Hamburg) war ein deutscher Marineoffizier, Kommandant von U 64 im Ersten Weltkrieg und Ritter des Ordens Pour le Mérite.

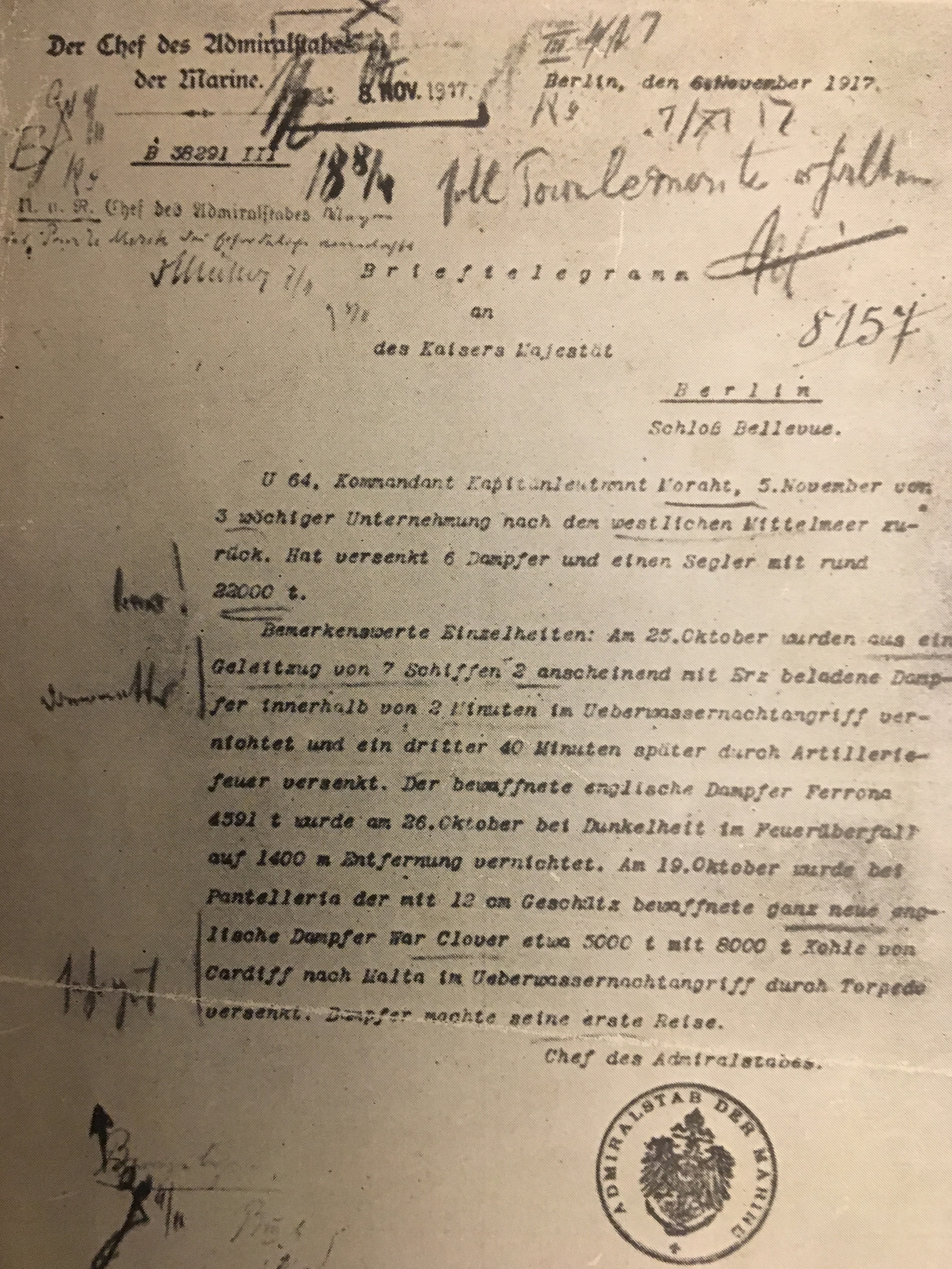
Bericht von 1917 des Chefs des Admiralstabs der Kaiserlichen Marine an SM Kaiser Wilhelm II über die Erfolge von U 64 unter seinem Kommandanten Kptlt. Moraht – enthält handschriftliche Notizen des Kaisers → "Bravo", "Donnerwetter", "sehr gut" und "Soll Pour le Merite erhalten !!" ...

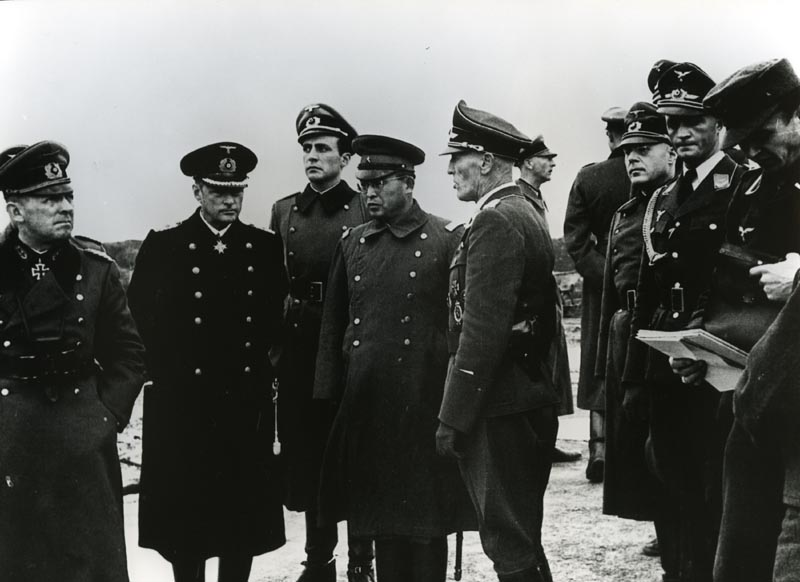
Robert Moraht (2.v.l.; Dezember 1943 in der Festung Fjell in Norwegen)

## Leben

### Frühe Jahre
Moraht trat am 10. April 1901 als Seekadett in die Kaiserliche Marine ein (Crew 4/01) und wurde nach der entsprechenden Ausbildung am 22. April 1902 zum Fähnrich zur See befördert. Nach dem Besuch der Marineschule kam er zur Torpedowaffe. Seine Beförderung zum Leutnant zur See erfolgte am 29. September 1904, die zum Oberleutnant zur See am 30. März 1906, und die zum Kapitänleutnant am 9. Dezember 1911. Im Oktober 1913 kam Moraht zur VI. Torpedobootsflottille, wo er zunächst als Flaggleutnant und nach dem Beginn des Ersten Weltkriegs und bis Mai 1915 als Kommandant des Torpedobootes V 161 diente.

### Erster Weltkrieg
Die ersten Kriegsmonate verbrachte Moraht mit Wachdienst bei Helgoland und Vorpostenfahrten vom Finnischen Meerbusen bis zur Doggerbank. Im Mai 1915 wechselte er zu U-Boot-Waffe und erhielt seine U-Boots-Ausbildung bis Oktober 1915 an der U-Boot-Schule in Kiel. Nach erfolgreichem Abschluss wurde er zunächst der Inspektion des U-Bootwesens und dann im Februar 1916 dem Admiralstab zugewiesen. Am 15. April 1916 stellte er als Kommandant das am 29. Februar 1916 vom Stapel gelaufene U-Boot U 64 in Dienst, das er bis zu dessen Versenkung am 17. Juni 1918 befehligte. Vom 31. Mai bis zum 19. November 1916 war das Boot bei der 4. U-Boot-Flottille eingesetzt. Nach Abschluss der Erprobungs- und Ausbildungsfahrten unternahm er mit U 64 im September 1916 eine Einsatzfahrt in der Nordsee; dabei wurde ein kleiner Fischkutter versenkt und ein etwas größerer als Prise genommen und nach Deutschland gebracht. In den Anfangsjahren des Krieges orientierte sich der Handelskrieg der deutschen U-Boote noch an dem historischen Prisenrecht, dies erlaubte es nicht, Handelsschiffe der gegnerischen Nation ohne Vorwarnung zu versenken.
Danach wurde Moraht mit seinem Boot ins Mittelmeer verlegt. Auf der Fahrt dorthin versenkte er zwei Schiffe vor Garrucha an der spanischen Mittelmeerküste und ein drittes bei der Insel Linosa in der Straße von Sizilien. Vom 19. November 1916 bis zum 17. Juni 1918 war U 64 der U-Flottille Pola unter Korvettenkapitän Waldemar Kophamel unterstellt und in Cattaro stationiert. Von Cattaro aus unternahmen Moraht und sein Boot insgesamt acht Einsatzfahrten, auf denen 40 Handelsschiffe mit insgesamt 129.569 BRT versenkt und drei weitere mit zusammen 12.871 BRT beschädigt wurden. Sein spektakulärster Erfolg war die Versenkung des größten von einem U-Boot im Ersten Weltkrieg versenkten Kriegsschiffs, des französischen Prä-Dreadnought-Schlachtschiffs Danton (18.300 t) am 19. März 1917 etwa 35 km südwestlich von Sardinien. Für diese Erfolge wurde er am 12. November 1917 von Kaiser Wilhelm II. persönlich in Pola mit dem Orden Pour le Mérite ausgezeichnet. Zuvor hatte er bereits beide Klassen des Eisernen Kreuzes und des Friedrich-August-Kreuzes sowie das Ritterkreuz des Königlichen Hausordens von Hohenzollern mit Schwertern erhalten.
Am 17. Juni 1918 wurde U 64 nachmittags um etwa 16 Uhr westlich von Sizilien, nachdem es den in einem kleinen Geleitzug fahrenden Frachter Kandy torpediert und beschädigt hatte, durch das britische Q-Ship HMS Lychnis, einer mit dem Profil eines Frachtschiffes gebauten Sloop, mit Wasserbomben so schwer beschädigt, dass es zum Auftauchen gezwungen wurde. Es geriet dabei sofort unter intensiven Artilleriebeschuss und sank kurz darauf auf der Position 38° 7′ N, 10° 27′ O. 38 Mann der Besatzung kamen dabei ums Leben; nur die fünf Mann der auf dem Turm befindlichen Wache, darunter Moraht, wurden gerettet und kamen in britische Kriegsgefangenschaft. Moraht verbrachte den Rest des Krieges im Offiziersgefangenenlager Colsterdale (Yorkshire).
Mit U 64 hatte er auf zehn Einsatzfahrten insgesamt 45 Handelsschiffe mit zusammen 129.569 BRT und das Schlachtschiff Danton versenkt, ein kleines Schiff von 186 BRT als Prise gekapert und drei weitere Schiffe mit zusammen 12.871 BRT beschädigt.

### Zwischenkriegszeit
Nach seiner Entlassung aus der Kriegsgefangenschaft diente Moraht in der Reichsmarine in Inspektion des Torpedo- und Minenwesens, wo er am 5. Februar 1920 zum Korvettenkapitän befördert wurde, dann aber auf eigenen Wunsch am 31. Juli 1920 verabschiedet wurde. Er begann daraufhin ein Studium der Volkswirtschaft, das er mit der Promotion magna cum laude abschloss. In den folgenden Jahren betätigte er sich als Berater bei verschiedenen deutschen Industrie-Konzernen. 1933 veröffentlichte er seine Kriegserinnerungen unter dem Titel Werwolf der Meere. U 64 jagt den Feind.

### Zweiter Weltkrieg
Im Zweiten Weltkrieg wurde Morath 1940 von der Kriegsmarine reaktiviert. Von April 1942 bis August 1942 war er Hafenkapitän Kirkenes und  anschließend für einen Monat in gleicher Position in Ålesund. Im September 1942 wurde er Seekommandant Bergen und blieb dies bis Dezember 1943. Am 1. Oktober 1942 wurde er Fregattenkapitän z. V. Ab März 1944 diente er als Admiralstabsoffizier beim Marineoberkommando Norwegen, dann ab Juni 1944 kurze Zeit beim Kommandierenden Admiral Skagerrak. Von Juli 1944 bis April 1945 war er Inselkommandant von Bornholm und wurde durch Kapitän zur See Gerhard von Kamptz abgelöst. Dort kam er am 9. Mai 1945 in sowjetische Kriegsgefangenschaft, aus der er am 27. Oktober 1948 entlassen wurde.